# مزرعه نو (خمین)
مزرعه‌نو (خمین)، روستایی از توابع بخش کمره شهرستان خمین در استان مرکزی ایران است.

## جمعیت
این روستا در دهستان چهارچشمه قرار دارد و براساس سرشماری مرکز آمار ایران در سال ۱۳۸۵، جمعیت آن ۹۶ نفر (۲۲خانوار) بوده‌است. روستای مزرعه‌نو در سی‌وسه کیلومتری شهرستان خمین، از توابع استان مرکزی، واقع شده‌است. این روستا در اواخر قرن سیزدهم هجری شمسی توسط فرزندان آ محمد مهدی بیات به نامهای آمحمد میرزا، آبهمن، آخدارحم و آرضا ساخته شد. در این روستا سه قلعهٔ به هم پیوسته با هفت برج به طرز زیبایی ساخته شده بود، اما از آن بناها اکنون تنها آثاری نیمه‌مخروبه باقی مانده است.  بعد از اجرای قانون اصلاحات ارضی در سال ۱۳۴۲، مالکیت بخش عمده این روستا به کشاورزان واگذار گردید.
سکنهٔ این روستا به کشاورزی و دامداری اشتغال دارند. از جملهٔ محصولات کشاورزی این روستا می‌توان به لوبیا، گندم، و جو اشاره کرد. میوه و خشکبار نیز، به میزان محدود در مزرعه‌نو تولید می‌شود؛ ازجمله کشمش، بادام و انگور. این روستا و روستای مجاور آن، لوزدر، از مراتع خوبی برای دامداری نیز برخوردارند.
بعد از انقلاب اسلامی سدی شنی بالای روستای مزرعه نو ساخته‌شد که توانست مشکل کم‌آبی را تاحدی رفع کند.
یکی از افتخارات این روستا، تقدیم ۵ شهید در جریان دفاع مقدس است:
۱- محمد طاهر بیات
۲- شهباز بیات
۳- سلطان حسین بیات
4-شهید طونی
5-شهید فتح‌الله بهلولوند